# جانکشن سیتی (واشینگتن)
جانکشن سیتی (به انگلیسی: Junction City) یک منطقهٔ مسکونی در ایالات متحده آمریکا است که در شهرستان گریز هاربر، واشینگتن واقع شده‌است. جانکشن سیتی ۴٫۱۶ کیلومتر مربع مساحت و ۱۸ نفر جمعیت دارد و ۹ متر بالاتر از سطح دریا واقع شده‌است.